# Przyjaciółki i rywalki
Przyjaciółki i rywalki (hiszp. Amigas y Rivales) – meksykańska telenowela z 2001 roku. Pierwotna emisja serialu odbyła się na kanale Canal de las Estrellas, należącym do grupy medialnej Televisa.

## Fabuła
Serial przedstawia losy czterech 21-letnich przyjaciółek: Laury, Jimeny, Ofelii i Nayeli. Dziewczyny pochodzą z innych warstw społecznych i prowadzą różny tryb życia, jednak pomimo dzielących je różnic zaprzyjaźniają się. Niekiedy rywalizują ze sobą, ale mniejsze i większe konflikty nie niszczą ich przyjaźni.
Amigas y Rivales opowiada historię czterech kobiet z różnych środowisk społecznych. Pierwsza to Laura, pilna, wrażliwa, poważna dziewczyna z rodziny z klasy średniej; studiuje przetwarzanie danych na prywatnej uczelni, ponieważ otrzymała stypendium.
Jimena to bogata dziewczyna, rozproszona i nieodpowiedzialna, dla której seks jest wyłącznie rozrywką. W pewnym momencie zostaje porwana, chociaż nie zdaje sobie z tego sprawy. Mieszka z Sebastiánem, handlarzem narkotyków, który daje jej narkotyki w zamian za seks z mężczyznami w jego domu. Ofelia jest najlepszą przyjaciółką Jimeny. Podobnie jak Jimena jest bogata i żyje dla przyjemności i zabawy, dopóki nie zostanie zarażona wirusem HIV.
Czwartą bohaterką jest Nayeli, która ma skromną przeszłość i pracuje jako pokojówka w domu Jimeny. Nayeli marzy o byciu hollywoodzką aktorką, tak jak jej idolka Salma Hayek. Ten sen przenosi ją nielegalnie do Stanów Zjednoczonych, gdzie poznaje zakochanego w niej boksera Johnny'ego Trinidada. Zostaje zgłoszona do służby imigracyjnej i deportowana z powrotem do Meksyku.
Uczucia Laury są podzielone między Robertito i jego ojcem, Don Roberto de la O, który zatrudnił Laurę, aby poinstruowała jego firmę, jak używać ich nowych komputerów. Don Roberto jest zdeterminowany, by przyciągnąć Laurę, która nieświadomie porównuje go z własnym ojcem, człowiekiem o słabym charakterze. Laura i Don Roberto spotykają się na krótko; ich związek kończy się, gdy matka Laury okłamuje Don Roberto, mówiąc mu, że jest jego córką. Później Laura odkrywa, że nie jest jej biologicznym ojcem, a ona była wynikiem przygody na jedną noc. Jej rodzice się rozstają. Wraca do umawiania się z Don Roberto, aż po tygodniach zdaje sobie sprawę, że mimo wszystko nie jest w nim zakochana. Zostaje przyłapana na całowaniu swojego syna Robertito. Kiedy Don Roberto odkrywa, dzięki podstępnym wysiłkom Roxany, aby go zatrzymać, że Laura kocha Robertito, doznaje udaru.
Roxana, druga żona Don Roberto, jest niezwykle piękna, ale ukrywa pozbawioną skrupułów zbrodniczą duszę pod maską idealnej żony. Naprawdę nazywa się Karolina. Próbowała zabić własnego ojca, Tomása, za co wysłał ją do azylu, ale uciekła i ustanowiła nową tożsamość Roxany. Otruła pierwszą żonę Don Roberto, aby mógł ją poślubić, ale potajemnie pragnęła jej nowego pasierba Robertito i zabiła jego narzeczoną, aby miała z nim szansę. Zostali romantycznie zaangażowani, ale Robertito zdaje sobie sprawę, jak bardzo kocha Laurę i próbuje zakończyć swój związek z Roxaną, co ją złości. Roxana łączy siły z Sebastiánem, aby zemścić się na przyjaciołach. Trafia do więzienia, ale udaje jej się uciec.
Georgina sypia z Sebastiánem i zachodzi w ciążę, ale później strzela do niego i zabija. Nie chcąc żyć, Ofelia postanawia walczyć o swoje życie. Roberto oświadcza się Laurze. Jimena porzuca złe nawyki, a Nayeli udaje się kontynuować udaną karierę aktorską.
Na przyjęciu z okazji ukończenia szkoły przez przyjaciół Roxana pojawia się z grupą uzbrojonych mężczyzn, którzy planują zemścić się na Jimenie i Laurze. Laura jest nieobecna, ponieważ poczuła się chora. Roxana wspomina o zabiciu pierwszej żony Roberta. Joaquin zostaje przypadkowo zabity.
Pepe zostaje postrzelony w ramię. Carlota ujawnia, że Robertito i Roxana są przyrodnim rodzeństwem, ponieważ ojciec Tomás jest ojcem ich obojga. Roxana chce wylać kwas siarkowy na twarz Jimeny, ale Nayeli, Ofelia i Tamara ją trzymają, a Nayeli sprawia, że Roxana wylewa kwas na własną twarz. Przyjeżdża policja i zatrzymuje Roksanę, która kończy w azylu ze zniekształconą twarzą.
Jimena wybrał Pepe, ponieważ Carlos ją zawiódł, kiedy wybrał Angelę nad nią i nie wybaczy mu. Życzy jej szczęścia z Pepe. Paula rezygnuje z Ernesto, aby mógł być szczęśliwy z Nayeli. Nayeli kończy się z Ernesto. Tamara zostaje sama z powodu pecha z mężczyznami.
Ofelia i Ulises ponownie łączą całą grupę Jimena, Nayeli, Tamara, Georgina, Robertito, Johnny, Ernesto i Pepe. Laura jest nieobecna, ponieważ jest chora. Ulises ogłasza, że oczekiwana długość życia Ofelii to co najmniej 10 lat. Razem celebrują życie i przyjaźń po tylu bólu i cierpieniu.

## Wersja polska
W Polsce telenowela była emitowana po raz pierwszy w telewizji TVN, następnie na TVN Siedem od 22 kwietnia 2004 roku o godzinie 14.25. Powtórki emitowano o 8.50. Opracowaniem wersji polskiej dla TVN zajęło się ITI Film Studio. Lektorem serialu był Mirosław Utta.

## Obsada
- Ludwika Paleta jako Jimena de la O
- Michelle Vieth jako Laura Gonzalez
- Angélica Vale jako Wendy Nayeli Pérez
- Adamari Lopez jako Ofelia
- Arath de la Torre jako Roberto de la O
- Rodrigo Vidal jako Armando
- Johnny Lozada jako Johnny
- Gabriel Soto jako Ulises (Brzydal)
- Eric del Castillo jako Don Roberto de la O
- Joana Benedek jako Roxana (Carolina)
- Susana González jako Angelina (Angela) †
- Ernesto Laguardia jako on sam
- Chela Castro jako Carlota
- Rafael Inclán jako Manuel de la Colina
- Eduardo Santamarina jako Jose Alcantara
- Manuela Ímaz jako Tamara de la Colina
- Marisol Mijares jako Andrea Villada
- Nailea Norvind jako Paula
- Mayrín Villanueva jako Georgina

## Nagrody

### Premios TVyNovelas(2002)
| Kategoria                          | Osoba             | Wynik     |
| ---------------------------------- | ----------------- | --------- |
| Najlepsza antagonistka             | Joana Benedek     | Nominacja |
| Najlepszy aktor pierwszoplanowy    | Eric del Castillo | Wygrana   |
| Najlepsze objawienie wśród aktorek | Angélica Vale     | Nominacja |
| Najlepsze objawienie wśród aktorów | Gabriel Soto      | Wygrana   |

## Soundtrack
1. "Amigas y Rivales" Kabah (band) (Anaya, Maria Jose Loyola; Knupegelmacher, Kaniela Magun; Tapia, Hector Fernando Quijano; Tapia, Janine Patricia Quijano)
2. "Entre Amigas" Jackson, Amaury, Lopez  (Jackson, Amaury Lopez; Johnny Lozada)
3. "Vuelvo a Intentar" Angélica Vale (Hartman, Angelica Maria Vale)
4. "No Sabes Cuanto" Alex Sirvent  (Barton, Alejandro Sirvent)
5. "Amigales y Rivales" Alex Sirvent  (Barton, Alejandro Sirvent; Ruelas, Raul Cortes)
6. "Que Paso"  Johnny Lozada (Correa, Johnny Loazada)
7. "Vuelvo a Intentar (Versión Merengue)" Angélica Vale (Hartman, Angelica Maria Vale; Luis Reynoso Gongora)
8. "Ellas"  Sirvent Barton  (Barton, Alejandro Sirvent)
9. "Amigas y Rivales" Angélica Vale (Hartman, Angelica Maria Vale; Luis Reynoso Gongora)
10. "Al Ataque Feo"  Gabriel Soto (Barton, Alejandro Sirvent)